# Exobasidium rhododendri-siderophylli
Exobasidium rhododendri-siderophylli ist eine Pilzart der Familie der Nacktbasidienverwandten (Exobasidiaceae) aus der Ordnung Ustilaginomycotina. Sie ist ein Endoparasit von Rhododendron siderophyllum. Symptom des Befalls durch den Pilz ist eine hypertrophische Chlorose auf Blättern und Früchten der Wirtspflanzen. Die Art ist in China endemisch.

## Merkmale

### Makroskopische Merkmale
Exobasidium rhododendri-siderophylli ist mit bloßem Auge zunächst nicht zu erkennen. Symptome des Befalls sind eine hypertrophische Chlorose, gekennzeichnet durch Schwellung und hellgelbe Verfärbung des Gewebes. Es ist durchschnittlich 2 bis 3,3 cm lang, 0,5–1,8 cm breit, und 2,5 mm dick. Im Spätstadium des Befalls tritt Myzel an die Oberfläche der Pflanze.

### Mikroskopische Merkmale
Das Myzel von Exobasidium rhododendri-siderophylli wächst wie bei allen Nacktbasidien interzellulär und bildet Saugfäden, die in das Speichergewebe des Wirtes wachsen. Die drei- bis siebensporigen, 5–9 µm breiten Basidien sind lang, unseptiert und zylindrisch bis keulenförmig. Sie wachsen direkt aus der Wirtsepidermis oder aus Spaltöffnungen. Die elliptischen bis keulenförmigen Sporen sind hyalin und 13–15 × 3–4 µm groß. Zunächst sind sie unseptiert, reif besitzen sie ein Septum. Die Konidien sind hyalin, bazillenförmig und 5–7,5 × 1–2 μm groß. charakteristisch für die Art sind neben den makroskopischen Symptomen der Wirtspflanze die kurzen Keimschläuche der Sporen und die 3–7 Sterigmata der Basidien.

## Verbreitung
Das bekannte Verbreitungsgebiet von Exobasidum rhododendri-siderophylli umfasst nur die chinesische Provinz Yunnan.

## Ökologie

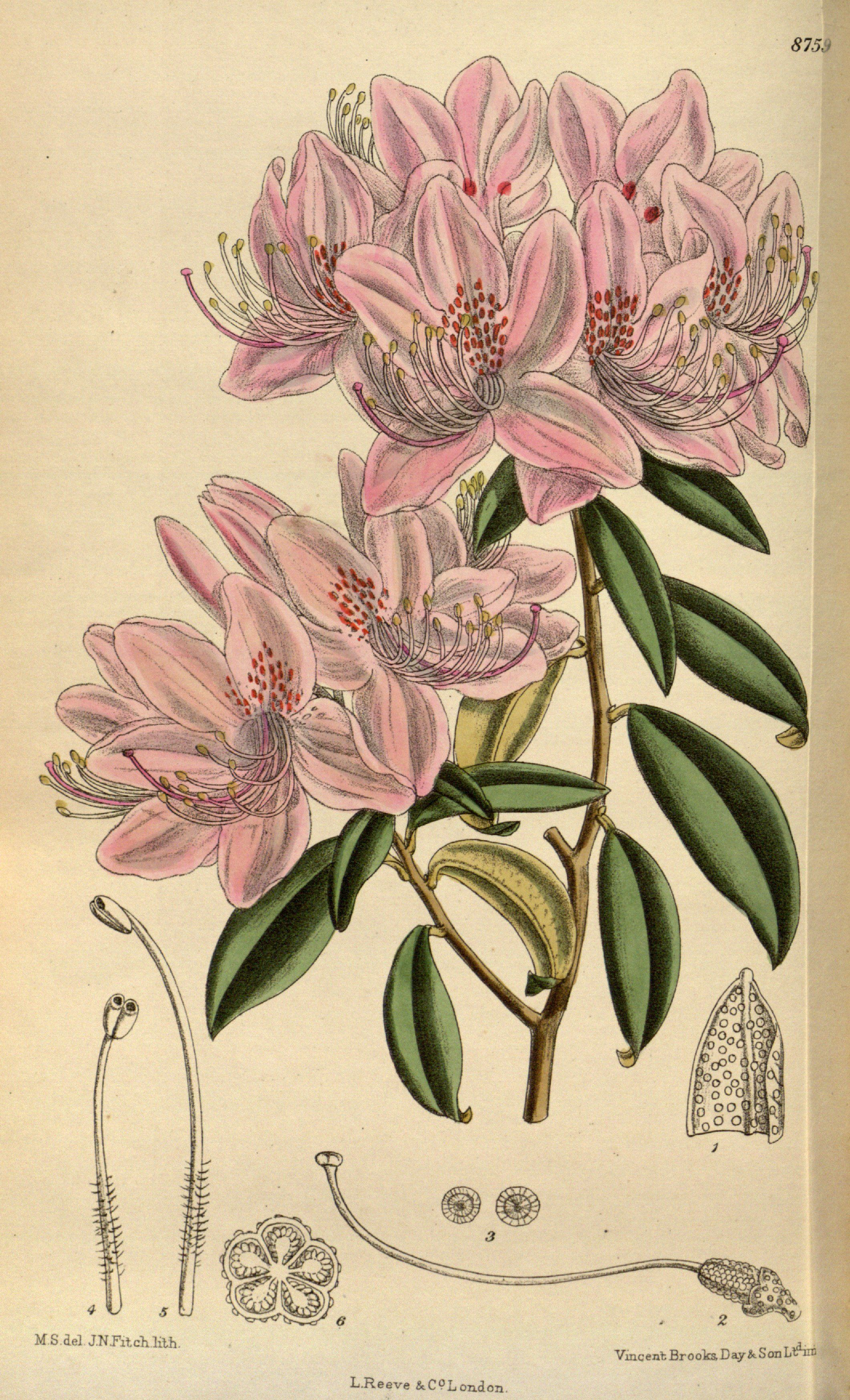
Einzig bekannter Wirt der Art ist Rhododendron siderophyllum

Die Wirtspflanze von Exobasidium rhododendri-siderophylli ist Rhododendron siderophyllum. Befallen werden vor allem junge Blätter und Früchte. Der Pilz ernährt sich von den im Speichergewebe der Pflanzen vorhandenen Nährstoffen, seine Basidien brechen später durch die Blattoberfläche und setzen Sporen frei. Diese keimen, nachdem sie auf geeignetes Substrat gefallen sind, zu Keimschläuchen und Konidien, aus denen sich dann neues Myzel entwickelt.